# 小林会
小林会（こばやしかい）は、東京都中央区銀座に本拠を置く日本の暴力団で、指定暴力団・住吉会の二次団体。右翼団体・日本青年社の出身母体である。

## 略歴

### 三代目小林会
2024年5月21日、小林忠紘三代目の通夜が行われた。

## 歴代会長
- 初代：小林楠扶[2]
- 二代目：福田晴瞭（住吉会二代目会長）
- 三代目：小林忠紘